# Кудайбергенов, Сабит Бейсенович
Сабит Бейсенович Кудайбергенов (родился 15 августа 1960 в Алма-Ате) — генерал-майор ВС Республики Казахстан, начальник Военного института сухопутных войск (бывшего Алма-Атинского военного училища) в 2009—2011 годах, профессор Военного института сухопутных войск (с 19 января 2010). По состоянию на 2016 год — заместитель начальника Главного управления боевой подготовки Главного управления главнокомандующего Сухопутных войск Республики Казахстан.

## Биография
Окончил Алма-Атинское высшее общевойсковое командное училище в 1981 году, командир мотострелкового взвода в ГСВГ в 1981—1986 годах, командир мотострелковой роты в 1986—1989 годах. Старший офицер оперативного отдела и начальник оперативного отдела в 1989—1993 годах, начальник штаба и заместитель командира полка Гражданской обороны в 1993—1994 годах. Учился в 1994—1997 годах в Военной академии имени М. В. Фрунзе, окончил её с отличием.
Занимал следующие должности после 1997 года:
- старший офицер оперативного отдела Департамента оперативного планирования Генерального штаба;
- начальник группы планирования специальных операций Департамента оперативного планирования;
- начальник управления планирования применения вооруженных сил Департамента оперативного планирования;
- начальник Департамента документационного обеспечения Аппарата Министерства обороны (заместитель начальника Генерального штаба);
- представитель Вооружённых сил Республики Казахстан в Штабе по координации военного сотрудничества государств СНГ;
- заместитель командующего Аэромобильными войсками по боевой подготовке (на 2006 год).

Занимал пост начальника штаба (первого заместителя командующего) Аэромобильных войск Республики Казахстан. В августе 2008 года участвовал в совместных казахстанско-российских учениях «Взаимодействие-2008». Занимал пост начальника Алма-Атинского гарнизона по состоянию на 2008 год.
8 января 2009 года Кудайбергенов был назначен начальником Военного института Сухопутных войск Вооружённых сил Республики Казахстан (город Алматы), пробыл на посту до 2011 года. За время работы в училище произошла трагедия, когда вечером 25 мая 2009 года погиб курсант, убитый по неосторожности выстрелом из пушки (стрелявший перепутал экипаж БМП с мишенью).
В сентябре 2011 года Кудайбергенов был назначен заместителем начальника Национального университета обороны, заведующим факультетом военного и государственного управления. В 2013 году занимал пост военного атташе Министерства обороны Республики Казахстан в КНР. По состоянию на конец 2015 года был заместителем начальника Главного управления боевой подготовки Главного управления главнокомандующего Сухопутных войск Республики Казахстан.
Супруга — Сауле Зулкарнаевна Исмагулова.

## Публикации
- Кудайбергенов С.Б., Адильбеков Е.К. Состояние и перспективы развития высшего военного образования в Вооружённых силах Республики Казахстан // Вестник Военного института Сухопутных войск. — 2011. — Апрель-июнь (№ 6). — С. 39—44.

## Награды
- Медаль «20 лет независимости Республики Казахстан»[10]
- Медаль «10 лет независимости Республики Казахстан»[10]
- Медаль «10 лет Конституции Республики Казахстан»[10]
- Медаль «10 лет Астане»[10]
- Медаль «За укрепление боевого содружества»[10]
- Медаль «20 лет Вооружённых сил Республики Казахстан»[10]
- Медаль «За безупречную службу» ВС РК I и II степеней[10]
- Медаль «70 лет Вооружённых Сил СССР»[10]
- Медаль «За безупречную службу» ВС СССР I, II и III степеней[10]
- иные медали СССР и Казахстана[10]